# Kanton Bondy-Sud-Est
Der Kanton Bondy-Sud-Est war von 1976 bis 2015 ein französischer Wahlkreis im Arrondissement Bobigny, im Département Seine-Saint-Denis und in der Region Île-de-France. Er bestand aus einem Teil der Stadt Bondy.

## Bevölkerungsentwicklung
| 1990   | 1999   | 2006   |
| ------ | ------ | ------ |
| 22.750 | 21.873 | 24.868 |